# Nova Venécia (gemeente)
Nova Venécia is een gemeente in de Braziliaanse deelstaat Espírito Santo. De gemeente telt 46.354 inwoners (schatting 2009).
De gemeente grenst aan Águia Branca, Barra de São Francisco, Boa Esperança, Ecoporanga, São Gabriel da Palha, São Mateus, Ponto Belo en Vila Pavão.

## Geboren
- Wanderson de Paula Sabino, "Somália" (1977), voetballer
- Richarlison de Andrade, "Richarlison" (1997), voetballer